# قورباغه‌های زهرآگین طلایی
قورباغه‌های زهرآگین طلایی (نام علمی: Phyllobates) سرده‌ای از قورباغه‌های زهرآگین است که بومی آمریکای مرکزی و جنوبی، از نیکاراگوئه تا کلمبیا است. سه گونه مختلف کلمبیایی از سردهٔ Phyllobates وجود دارد که به دلیل سمی که در طبیعت دارند، گونه‌های بسیار سمی در نظر گرفته می‌شوند.

## گونه‌ها
| گروه                    | نگاره | نام رایج                        | نام علمی                                            | پراکندگی                                                   |
| ----------------------- | ----- | ------------------------------- | --------------------------------------------------- | ---------------------------------------------------------- |
| گروه گونه‌ای P. lugubris |       | قورباغه زهرآگین دوست‌داشتنی      | Phyllobates lugubris (اشمیت، 1857)                  | جنوب شرقی نیکاراگوئه از طریق کاستاریکا تا شمال غربی پاناما |
| گروه گونه‌ای P. lugubris |       | قورباغه زهرآگین گلفودولسی       | Phyllobates vittatus (کوپ، 1893)                    | کاستاریکا.                                                 |
| گروه گونه‌های P. bicolor |       | قورباغه زهرآگین پاسیاه          | Phyllobates bicolor (دومریل و بیبرون، 1841)         | منطقه Chocó در غرب کلمبیا                                  |
| گروه گونه‌های P. bicolor |       | قورباغه زهرآگین کوکو            | Phyllobates aurotaenia (بولنجر، 1913)               | سواحل اقیانوس آرام کلمبیا                                  |
| گروه گونه‌های P. bicolor |       | Phyllobates sp. aff. aurotaenia |                                                     |                                                            |
| گروه گونه‌های P. bicolor |       | قورباغه زهرآگین طلایی           | Phyllobates terribilis (Myers, Daly و Malkin، 1978) | سواحل اقیانوس آرام کلمبیا                                  |